# フィアドーネ

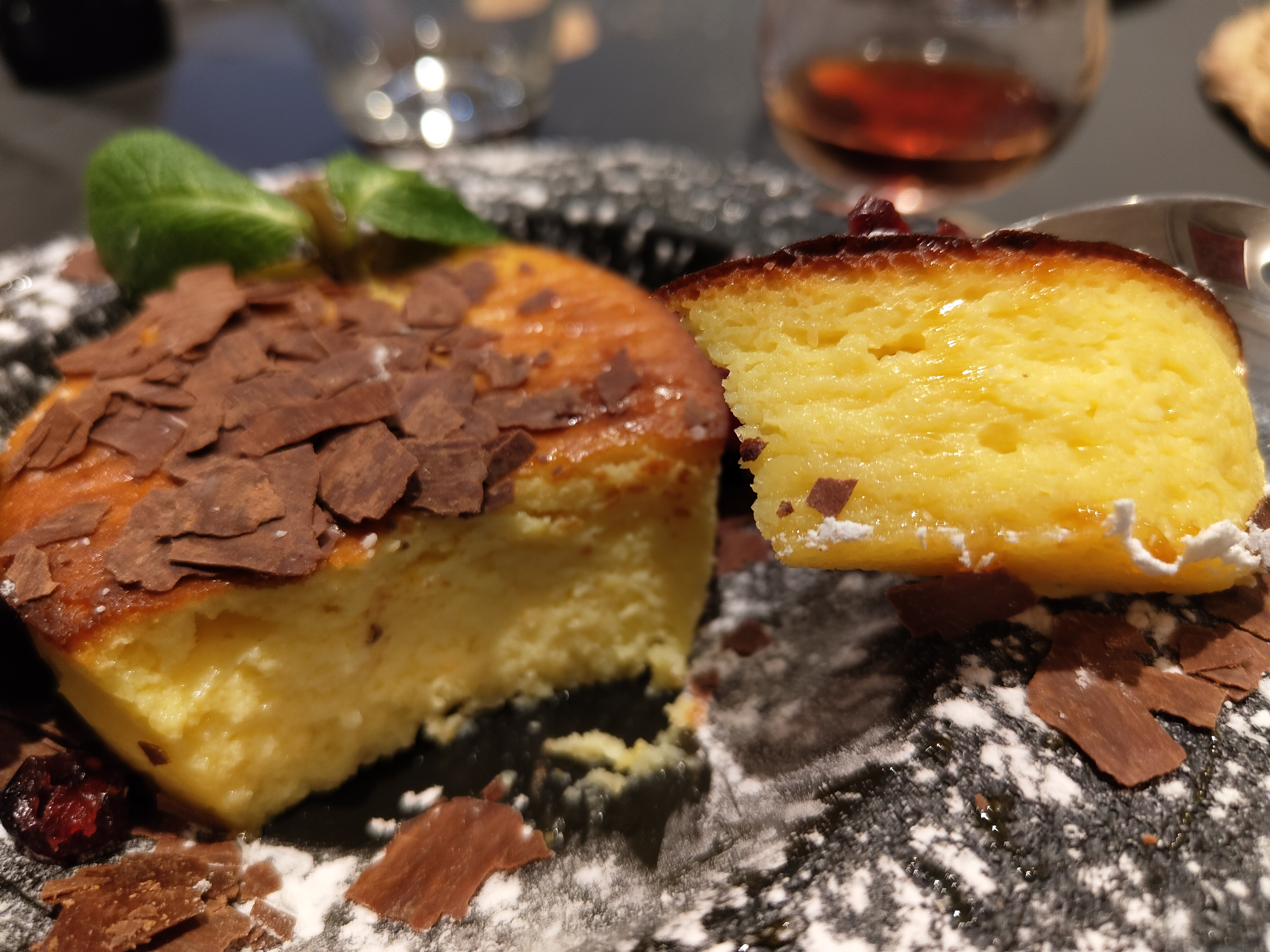
コルシカのフィアドーネ

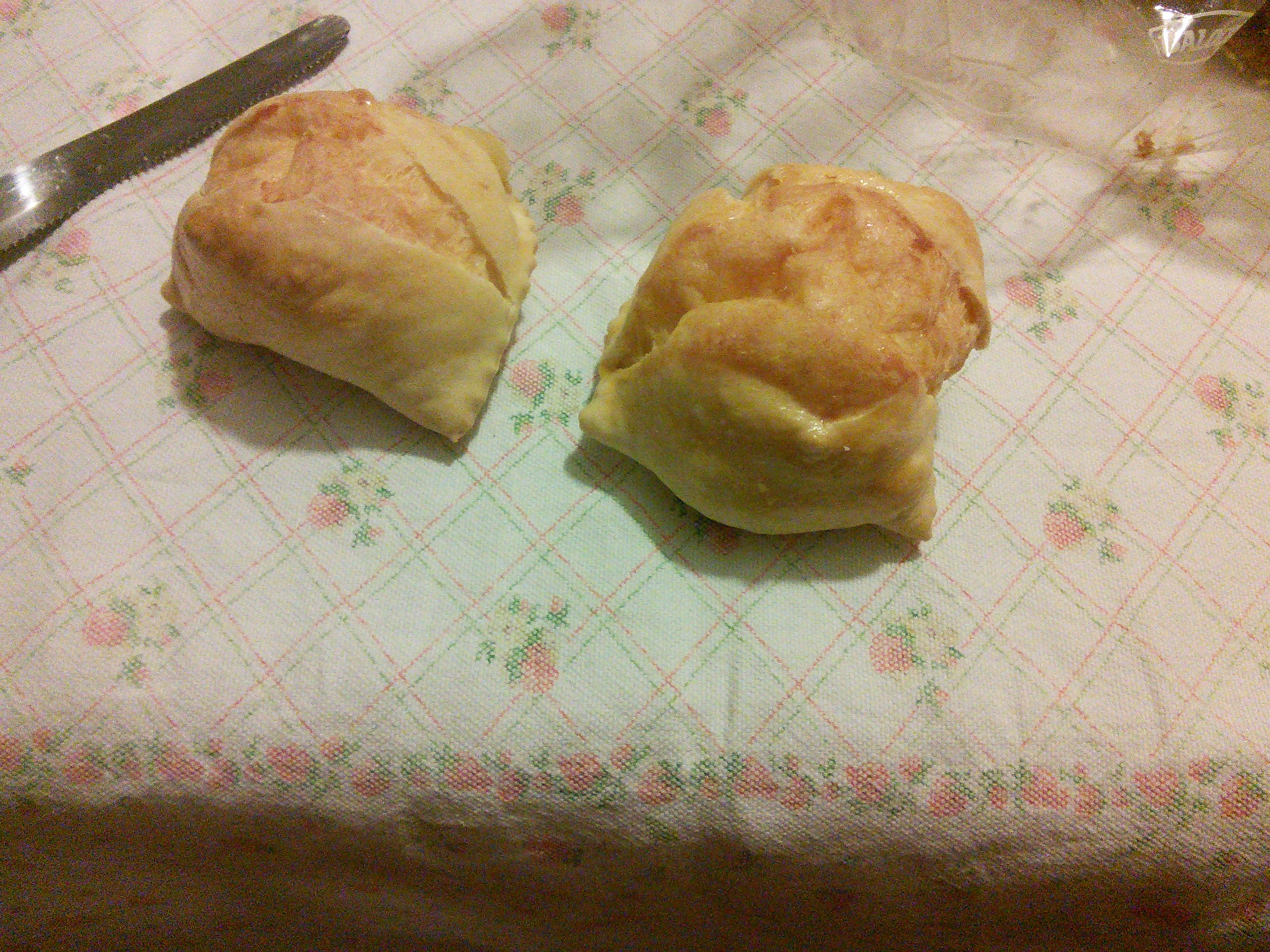
アブルッツォ州のフィアドーネ

フィアドーネ(Fiadone)は、ブロッチュ、砂糖、レモンのゼスト、卵から作るコルシカ島のチーズケーキである。底の層がなく、形は円形か長方形である。オーブンで焼いて、冷やしてから食べる。
イタリアのアブルッツォ州やモリーゼ州で、復活祭の日に提供されるリコッタチーズを詰めた塩味の大きなラビオリは、fiadoni、fiaduni、fiauni等として知られる。

## 関連文献
- Schapira, Christiane (1994) (French). La bonne cuisine corse. Paris: Solar. ISBN 2263001778